# Прилужный (Саратовская область)
Прилужный — посёлок в Энгельсском районе Саратовской области России, в составе сельского поселения Безымянское муниципальное образование.

## География
Вдоль западной границы посёлка проходит автодорога, связывающая сёла Безымянное и Воскресенка.
Ближайший посёлок — Зелёный Дол расположен в 2 км северо-восточнее Прилужного. По автомобильным дорогам расстояние до ближайшей железнодорожной станции Безымянная составляет 14 км, до районного центра города Энгельса — 46 км. Посёлок состоит из 4 улиц

## История
До 1984 года посёлок был известен как 2-е отделение совхоза «Безымянский». Указом Президиума Верховного Совета РСФСР от 19 октября 1984 года посёлку присвоено наименование «Прилужный».

## Население

Посёлок Прилужный, трасса

Посёлок Прилужный

| Годы      | 1987  | 2002 |
| --------- | ----- | ---- |
| Население | ≈ 500 | 548  |

| 2002 | 2010 | 2019 |
| ---- | ---- | ---- |
| 549  | ↘542 | ↗610 |